# William Legge, X conte di Dartmouth
William Legge, X conte di Dartmouth, noto semplicemente come William Dartmouth (Londra, 23 settembre 1949), è un politico e nobile britannico, europarlamentare per il Partito per l'Indipendenza del Regno Unito.

## Biografia
Nato nel 1949, Dartmouth è cognato del XIII duca di Carcaci. È un pari.
Come Conte di Dartmouth, ha seduto alla Camera dei lord per il Partito Conservatore fino al 1999, quando con la riforma di Tony Blair i pari ereditari furono espulsi dalla camera (a esclusione di 92 Lord).
Nel gennaio 2007 Dartmouth ha annunciato il suo passaggio al Partito per l'Indipendenza del Regno Unito, con cui si è candidato alle elezioni europee del 2009, venendo eletto europarlamentare.

## Ascendenza
|                                        |                              |                                      | Genitori                           |  |  | Nonni |  |  | Bisnonni                             |  |  | Trisnonni                           |  |
|                                        |                              |                                      |                                    |  |  |       |  |  | William Legge, VI conte di Dartmouth |  |  | William Legge, V conte di Dartmouth |  |
|                                        |                              |                                      |                                    |  |  |       |  |  | William Legge, VI conte di Dartmouth |  |  | William Legge, V conte di Dartmouth |  |
|                                        |                              | Augusta Finch                        |                                    |  |  |       |  |  | William Legge, VI conte di Dartmouth |  |  |                                     |  |
| Humphry Legge, VIII conte di Dartmouth |                              |                                      |                                    |  |  |       |  |  | William Legge, VI conte di Dartmouth |  |  |                                     |  |
|                                        |                              | Mary Coke                            | Thomas Coke, II conte di Leicester |  |  |       |  |  |                                      |  |  |                                     |  |
|                                        |                              | Mary Coke                            | Thomas Coke, II conte di Leicester |  |  |       |  |  |                                      |  |  |                                     |  |
|                                        |                              | Mary Coke                            | Juliana Whitbread                  |  |  |       |  |  |                                      |  |  |                                     |  |
| Gerald Legge, IX conte di Dartmouth    |                              | Mary Coke                            |                                    |  |  |       |  |  |                                      |  |  |                                     |  |
|                                        |                              | Ernest Burford Horlick, II baronetto | James Horlick, I baronetto         |  |  |       |  |  |                                      |  |  |                                     |  |
|                                        |                              | Ernest Burford Horlick, II baronetto | James Horlick, I baronetto         |  |  |       |  |  |                                      |  |  |                                     |  |
|                                        |                              | Ernest Burford Horlick, II baronetto | Margaret Adelaide Burford          |  |  |       |  |  |                                      |  |  |                                     |  |
| Roma Ernestine Horlick                 |                              | Ernest Burford Horlick, II baronetto |                                    |  |  |       |  |  |                                      |  |  |                                     |  |
|                                        |                              | Jane Shillaber Martin                | Cunliffe Martin                    |  |  |       |  |  |                                      |  |  |                                     |  |
|                                        |                              | Jane Shillaber Martin                | Cunliffe Martin                    |  |  |       |  |  |                                      |  |  |                                     |  |
|                                        |                              | Jane Shillaber Martin                | Frances Mary Colledge              |  |  |       |  |  |                                      |  |  |                                     |  |
| William Legge, X conte di Dartmouth    |                              | Jane Shillaber Martin                |                                    |  |  |       |  |  |                                      |  |  |                                     |  |
|                                        | Alexander Cowan McCorquodale | George McCorquodale                  |                                    |  |  |       |  |  |                                      |  |  |                                     |  |
|                                        | Alexander Cowan McCorquodale | George McCorquodale                  |                                    |  |  |       |  |  |                                      |  |  |                                     |  |
|                                        | Alexander Cowan McCorquodale | Louisa Kate Honan                    |                                    |  |  |       |  |  |                                      |  |  |                                     |  |
| Alexander McCorquodale                 | Alexander Cowan McCorquodale |                                      |                                    |  |  |       |  |  |                                      |  |  |                                     |  |
|                                        |                              | Margaret Janet Cox                   | Alexander Robert Cox               |  |  |       |  |  |                                      |  |  |                                     |  |
|                                        |                              | Margaret Janet Cox                   | Alexander Robert Cox               |  |  |       |  |  |                                      |  |  |                                     |  |
|                                        |                              | Margaret Janet Cox                   | Margaret Lockhart Greenshields     |  |  |       |  |  |                                      |  |  |                                     |  |
| Raine McCorquodale                     |                              | Margaret Janet Cox                   |                                    |  |  |       |  |  |                                      |  |  |                                     |  |
|                                        |                              | James Bertram Falkner Cartland       | James Cartland                     |  |  |       |  |  |                                      |  |  |                                     |  |
|                                        |                              | James Bertram Falkner Cartland       | James Cartland                     |  |  |       |  |  |                                      |  |  |                                     |  |
|                                        |                              | James Bertram Falkner Cartland       | Flora Falkner                      |  |  |       |  |  |                                      |  |  |                                     |  |
| Barbara Cartland                       |                              | James Bertram Falkner Cartland       |                                    |  |  |       |  |  |                                      |  |  |                                     |  |
|                                        |                              | Mary Hamilton Scobell                | Sanford George Treweeke Scobell    |  |  |       |  |  |                                      |  |  |                                     |  |
|                                        |                              | Mary Hamilton Scobell                | Sanford George Treweeke Scobell    |  |  |       |  |  |                                      |  |  |                                     |  |
|                                        |                              | Mary Hamilton Scobell                | Edith Palairet                     |  |  |       |  |  |                                      |  |  |                                     |  |
|                                        |                              | Mary Hamilton Scobell                |                                    |  |  |       |  |  |                                      |  |  |                                     |  |